# Józefa Chrzanowska
Józefa Maria Chrzanowska – polska biotechnolog, dr hab. nauk biologicznych, profesor Katedry Rozwoju Funkcjonalnych Produktów Żywnościowych Wydziału Biotechnologii i Nauk o Żywności Uniwersytetu Przyrodniczego we Wrocławiu.

## Życiorys
W 1973 ukończyła studia biologiczne na Uniwersytecie Wrocławskim, 31 maja 1984 obroniła pracę doktorską, 25 listopada 1996 habilitowała się na podstawie pracy zatytułowanej Właściwości biotechnologiczne wybranych enzymów proteolitycznych pochodzenia mikrobiologicznego o potencjalnym znaczeniu w technologii mleczarstwa. 18 października 2002 nadano jej tytuł profesora w zakresie nauk rolniczych. Objęła funkcję profesora zwyczajnego w Katedrze Technologii Surowców Zwierzęcych i Zarządzania Jakością na Wydziale Biotechnologii i Nauk o Żywności Uniwersytetu Przyrodniczego we Wrocławiu.
Piastuje stanowisko profesora Katedry Rozwoju Funkcjonalnych Produktów Żywnościowych Wydziału Biotechnologii i Nauk o Żywności Uniwersytetu Przyrodniczego we Wrocławiu i członka Komitetu Nauk o Żywności i Żywieniu Polskiej Akademii Nauk.
Była prorektorem na Uniwersytecie Przyrodniczym we Wrocławiu i dziekanem na Wydziale Nauk o Żywności Uniwersytetu Przyrodniczego we Wrocławiu.